# Cava di Forbes
La Cava di Forbes è un sito archeologico dove nel 1848 fu scoperto un fossile noto come Gibraltar 1, che fu descritto scientificamente per la prima volta solo nel luglio 1864. Il teschio era così simile al teschio fossile Neanderthal 1, scoperto nel 1856 nella Grotta Kleine Feldhofer in Germania, che lo scopritore considerò il cranio di Gibilterra come la seconda prova indipendente dell'esistenza della specie dell'Homo neanderthalensis.